# St.-Jakobi-Kirche (Küps)

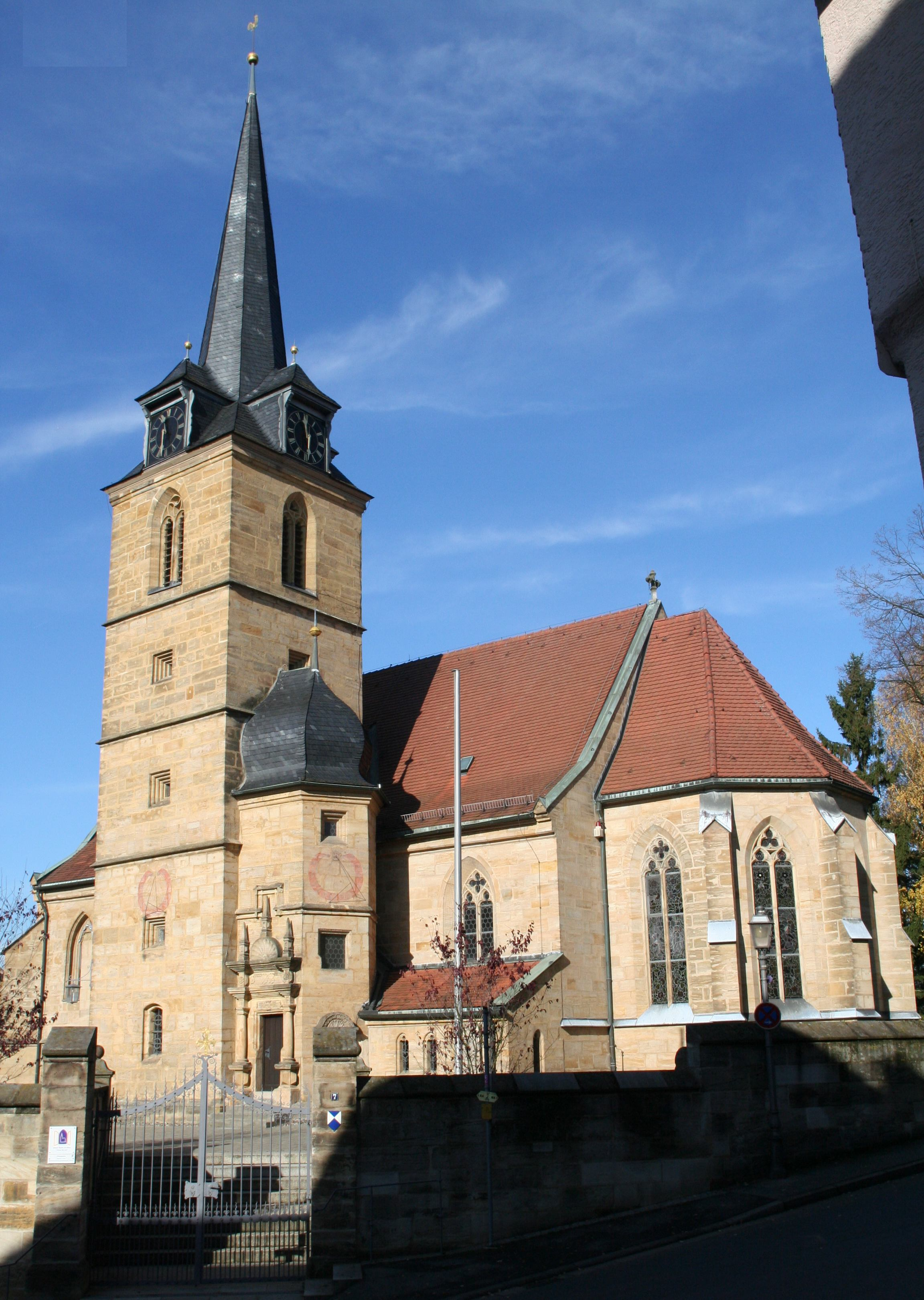
Die St.-Jakobi-Kirche in Küps

Die Jakobikirche ist eine evangelisch-lutherische Kirche in Küps im Evangelisch-Lutherischen Dekanat Kronach-Ludwigsstadt im Norden Bayerns.

## Geschichte
Die St.-Jakobi-Kirche wurde nach einem Eintrag im Pfarrlehenbuch von dem Reichsfreiherren Hermann von Redwitz zu Küps und seinem Sohn Johannes gegründet. Dort heißt es: „Fundatores huius ecclesiae fuerunt Nobiles de progenie Kueps unus nomine Herrmanus miles et filius suus nomine Johannes. Anno 1302“ (Die Gründer dieser Kirche waren der Edle der Herrschaft Küps namens Ritter Herrmann und sein Sohn namens Johannes. Im Jahr 1302).
Von dieser ersten Kirche sind lediglich ein paar Grundmauern im Turmbereich erhalten. Wiederholt zwangen Feuersbrünste und kriegerische Zerstörungen zum Wiederaufbau und zur Erneuerung der Kirche.
Im Jahr 1533 musste die Kirche nach einem schweren Feuer, das den Ort heimgesucht hatte, wiederaufgebaut werden. 1551 erhielt sie eine zweite Glocke, die 1735 und 1769 repariert wurde. 20 Jahre nach dem Brand, 1553, wurde die Kirche im Krieg gegen den Fürstbischof zu Bamberg durch Markgraf Albrecht Alcibiades von Bayreuth erneut schwer beschädigt. Beim Wiederaufbau 1558 erhielt sie eine dritte Glocke sowie eine Uhr.
Die ältesten Jahreszahlen an der Kirche befinden sich am Westgiebel (1599) und am Renaissanceportal (1611). Im Dreißigjährigen Krieg nahmen Gemeinde und Kirche schweren Schaden, so 1632 durch einen schweren Kirchenbrand. Erhalten ist ein Abendmahlskelch aus dem Jahr 1649.
Mit dem Wiederaufbau 1662 erhielt die Kirche ihre innere und äußere Gestalt im Markgrafenbarock. Im Inneren befindet sich eine bemalte Kassettendecke mit 180 bunten Feldern aus dem Jahr 1662 sowie eine Bilderbibel an der Empore mit 40 Tafeln. Der Taufstein stammt aus dem Jahr 1693, der Altar aus dem Jahr 1898 und die barocke Orgel aus dem Jahr 1725. Bis 1776 wurden die Verstorbenen im Bereich um die Kirche bestattet. Dann zwangen die Umstände zur Errichtung eines neuen Friedhofs. 1898 wurde die Kirche renoviert und völlig neu gestaltet: Das Kirchenschiff wurde verlängert, der neugotische Chor angebaut, die Westseite erhielt einen Anbau mit einer Rosette, für den Aufgang zur Empore und Orgel und an der Nordseite wurde ein Treppenturm angefügt.
Weitere große Renovierungen zur Erhaltung der Bausubstanz folgten in den Jahren 1970–1975 und im Jahr 2000.

## Patronat
Seit dem ausgehenden 11. Jahrhundert waren die Herren von Redwitz Grund- und Lehensleute dieser Gegend. Sie genossen wohl auch darüber hinaus Ansehen, wie eine Urkunde aus dem Jahr 1151 bezeugt, in der der Ort Küps erstmals genannt wird. Etwa 150 Jahre später wurde die Küpser St.-Jakobi-Kirche gegründet.
Im Jahre 1302 ließen Hermann und Johannes von Redwitz zu Küps eine Kirche auf dem Felsen oberhalb des alten Adelssitzes errichten. Als Gründer und Stifter der Kirche übernahmen sie mit ihrem Adelsgeschlecht die Verpflichtung, die Kirche zu erhalten und alle erforderlichen Gottesdienste zu gewährleisten. Dafür erhielten sie ein Entscheidungsrecht bei der Berufung der Ortspfarrer und einen besonderen Sitzplatz in der Kirche. Die Kirche diente ihnen auch als Begräbnisstätte, was zahlreiche Grabplatten und ein Totenschild im Kircheninnern bestätigen.